# Хамзич, Дино
Дино Хамзич (босн. Dino Hamzić; 22 января 1988, Сараево, Югославия) — боснийский футболист, вратарь грузинского клуба «Чихура».

## Карьера
Профессиональную карьеру начал в 2007 году в клубе чемпионата Боснии и Герцеговины «Сараево». В 2012 году подписал контракт с другим клубом лиги сараевским «Олимпиком». Летом 2014 года перешёл в клуб второй лиги Польши «Видзев», однако не задержался в команде и зимой 2015 года вернулся в «Олимпик». 8 марта 2016 года подписал контракт с грузинским клубом «Чихура».

## Достижения
«Олимпик» Сараево
- Обладатель Кубка Боснии и Герцеговины: 2014/2015

«Чихура»
- Обладатель Кубка Грузии: 2017